# Districte de Bautzen
El Districte de Bautzen (en baix sòrab Wokrjes Budyšin) és un districte de l'estat federal de Saxònia (Alemanya). Limita al nord amb Brandenburg (districte d'Oberspreewald-Lausitz i Spree-Neiße), a l'est el districte de Görlitz, al sud amb la República Txeca, Dresden i Sächsische Schweiz-Osterzgebirge, i a l'oest es troba el districte de Meißen.

## Geografia
El districte s'estén (de nord a sud) des de la reserva de la biosfera Oberlausitzer Heide- und Teichlandschaft ("paisatge de bruguerars i tolles de l'Alta Lusàcia"), a través del terreny muntanyenc conegut com a Lausitzer Bergland entorn de Wilthen i Cunewalde (zona anomenada col·loquialment Oberland), fins a la localitat de Sohland an der Spree, a la frontera amb la República Txeca. El major riu és el Spree, que passa per la ciutat de Bautzen. Alguns petits rius com el Löbauer Wasser, el Kleine Spree i el Wesenitz, es poden veure a les proximitats de Bischofswerda.

## Història
Històricament la majoria de l'Alta Lusàcia pertanyia al regne de Bohèmia. Després de la fi de la Guerra dels Trenta Anys es va convertir en part de Saxònia. Només la petita ciutat de Schirgiswalde continuà com a part de Bohèmia fins a 1809.
El districte va ser creat el 1994 mitjançant la fusió dels antics districtes de Bautzen i Bischofswerda. El districte de Kamenz i el districte de la ciutat lliure de Hoyerswerda es van fusionar en el districte l'agost de 2008.

## Escut d'armes
L'escut d'armes del districte és idèntics a les del Margraviat de l'Alta Lusàcia. L'escut d'armes fou establert al voltant de 1350, quan les Sis Ciutats de l'Alta Lusàcia va fundar una confederació. Aquesta aliança es va convertir en un sol margraviat sota la corona de Bohèmia el 1378.

## Ciutats i municipis
| Ciutats 1. Bautzen Budyšin, (41.161) 2. Bernsdorf (6.117) 3. Bischofswerda, (12.395) 4. Elstra (2.976) 5. Großröhrsdorf (6.996) 6. Hoyerswerda Wojerecy, (39.214) 7. Kamenz Kamjenc, (17.341) 8. Königsbrück (4.537) 9. Lauta Łuty (9.528) 10. Pulsnitz (7.805) 11. Radeberg, (18.383) 12. Schirgiswalde (2.958) 13. Weißenberg Wospork (3.436) 14. Wilthen (5.774) 15. Wittichenau Kulow (6.084) | Municipis 1. Arnsdorf (4.792) 2. Bretnig-Hauswalde (3.127) 3. Burkau Porchow (2.884) 4. Crostau (1.627) 5. Crostwitz Chrósćicy (1.111) 6. Cunewalde (5.274) 7. Demitz-Thumitz (2.944) 8. Doberschau-Gaußig Dobruša-Huska (4.439) 9. Elsterheide Halštrowska hola (3.822) 10. Frankenthal (1.023) 11. Göda Hodźij (3.344) 12. Großdubrau Wulka Dubrawa (4.482) 13. Großharthau (3.178) 14. Großnaundorf (1.032) 15. Großpostwitz Budestecy (2.957) 16. Guttau Hućina (1.649) 17. Haselbachtal (4.413) 18. Hochkirch Bukecy (2.526) 19. Kirschau (2.468) 20. Königswartha Rakecy (3.864) 21. Kubschütz Kubšicy (2.835) 22. Laußnitz (2.028) 23. Lichtenberg (1.703) 24. Lohsa Łaz (5.914) 25. Malschwitz Malešecy (3.665) 26. Nebelschütz Njebjelčicy (1.221) 27. Neschwitz Njeswačidło (2.503) 28. Neukirch (1.718) 29. Neukirch/Lausitz (5.323) 30. Obergurig Hornja Hórka (2.197) 31. Ohorn (2.505) 32. Oßling (2.493) 33. Ottendorf-Okrilla (10.000) 34. Panschwitz-Kuckau Pančicy-Kukow (2.190) 35. Puschwitz Bóšicy (955) 36. Räckelwitz Worklecy (1.180) 37. Radibor Radwor (3.471) 38. Ralbitz-Rosenthal Ralbicy-Róžant (1.764) 39. Rammenau (1.456) 40. Schmölln-Putzkau (3.285) 41. Schönteichen (2.295) 42. Schwepnitz (2.652) 43. Sohland an der Spree (7.340) 44. Spreetal Sprjewiny doł (2.131) 45. Steina (1.779) 46. Steinigtwolmsdorf (3.262) 47. Wachau (4.447) 48. Wiednitz (986) |

## Parlament de Districte
L'actual parlament de districte (Kreistag) fou escollit el 8 de juny de 2008 i té 98 diputats.

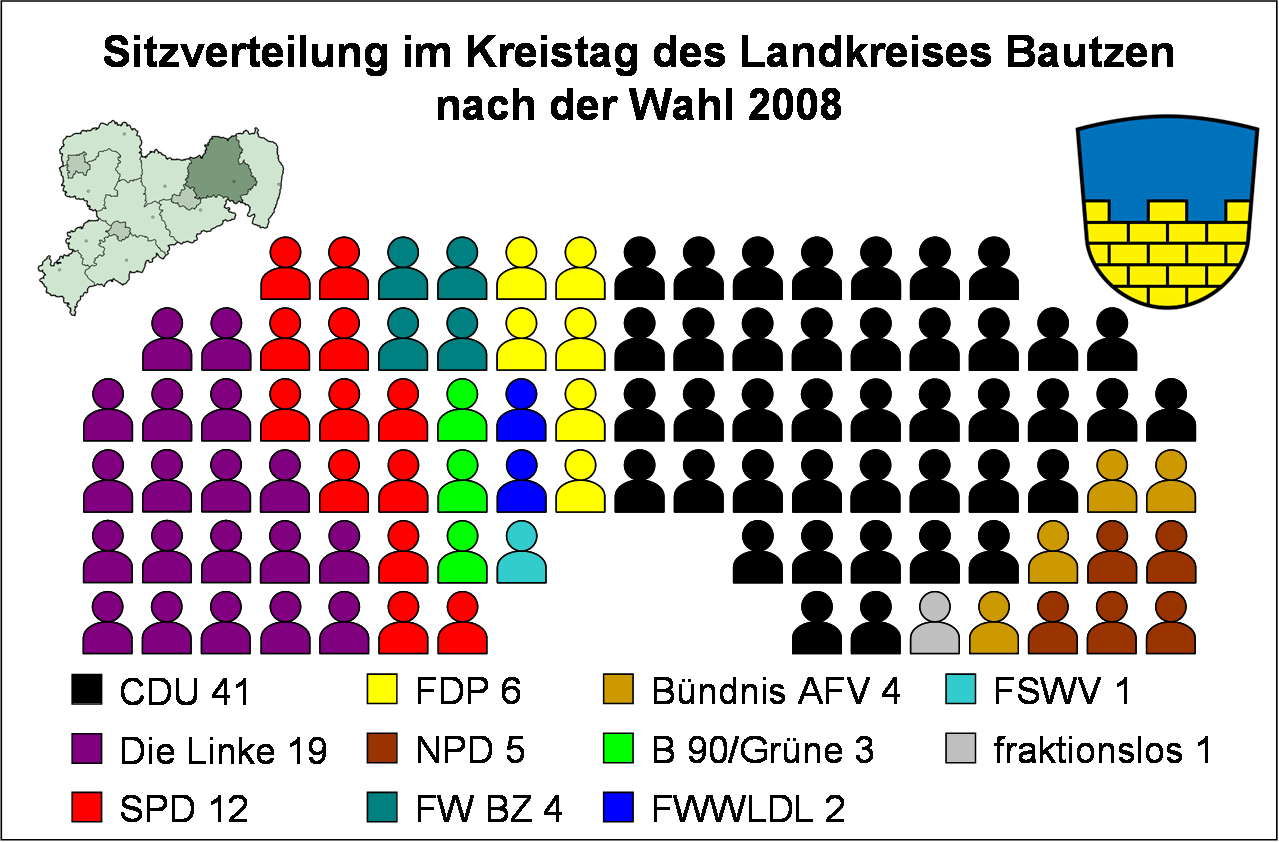
Composició del Parlament de Districte el 2008

| Partit                                                                             | Vots (%) | Escons |
| ---------------------------------------------------------------------------------- | -------- | ------ |
| CDU                                                                                | 39,1     | 41     |
| Die Linke                                                                          | 18,1     | 19     |
| SPD                                                                                | 11,7     | 12     |
| FDP                                                                                | 7,5      | 6*     |
| NPD                                                                                | 5,5      | 5      |
| Freie Wähler Bautzen (FW)                                                          | 4,8      | 4      |
| Aliança del Treball, Família, Pàtria - Llista Henry Nitzsche (Bündnis AFV)         | 4,7      | 4*     |
| Bündnis 90/Die Grünen                                                              | 3,3      | 3      |
| Freie Wähler Westlausitz-Dresdner Land (FWWLDL)                                    | 2,5      | 2      |
| Freie Sorbische Wählervereinigung / Swobodne serbske wolerske zjednoćenstwo (FSWV) | 1,4      | 1      |
| Independents                                                                       | -        | 1*     |

* Va rebre un diputat del FDP.